# Норт-Су-Сіті (Південна Дакота)
Норт-Су-Сіті (англ. North Sioux City) — місто (англ. city) в США, в окрузі Юніон штату Південна Дакота. Населення — 3042 особи (2020).

## Географія
Норт-Су-Сіті розташований за координатами 42°32′16″ пн. ш. 96°29′59″ зх. д. / 42.53778° пн. ш. 96.49972° зх. д. (42.537816, -96.499788).  За даними Бюро перепису населення США в 2010 році місто мало площу 5,92 км², з яких 5,85 км² — суходіл та 0,07 км² — водойми.

## Демографія
Згідно з переписом 2010 року, у місті мешкало 2530 осіб у 1073 домогосподарствах у складі 679 родин. Густота населення становила 427 осіб/км².  Було 1146 помешкань (193/км²).
Расовий склад населення:
| - 93,5 % — білих - 1,3 % — корінних американців - 0,6 % — чорних або афроамериканців - 0,6 % — азіатів - 0,1 % — вихідців з тихоокеанських островів - 1,4 % — осіб інших рас |

До двох чи більше рас належало 2,6 %. Частка іспаномовних становила 3,8 % від усіх жителів.
За віковим діапазоном населення розподілялося таким чином: 24,7 % — особи молодші 18 років, 62,2 % — особи у віці 18—64 років, 13,1 % — особи у віці 65 років та старші. Медіана віку мешканця становила 37,4 року. На 100 осіб жіночої статі у місті припадало 96,0 чоловіків;  на 100 жінок у віці від 18 років та старших — 93,1 чоловіків також старших 18 років.
Середній дохід на одне домашнє господарство  становив 65 258 доларів США (медіана — 56 875), а середній дохід на одну сім'ю — 80 964 долари (медіана — 69 013). Медіана доходів становила 51 964 долари для чоловіків та 31 519 доларів для жінок. За межею бідності перебувало 6,5 % осіб, у тому числі 0,0 % дітей у віці до 18 років та 11,9 % осіб у віці 65 років та старших.
Цивільне працевлаштоване населення становило 1441 особа. Основні галузі зайнятості: освіта, охорона здоров'я та соціальна допомога — 22,1 %, роздрібна торгівля — 14,9 %, виробництво — 13,5 %.